# Temelucha japonica
Temelucha japonica là một loài tò vò trong họ Ichneumonidae.